# Kyoko Okazaki
Kyoko Okazaki (岡崎 京子, Okazaki Kyōko, 13 december 1963) is een Japans mangaka. Haar verhalen focussen doorgaans op het stadsleven in Tokio in de jaren 1980 en 1990. Okazaki's personages hebben veel durf en houden er vaak onconventionele normen en waarden op na. Haar werk toont gyaru invloeden.

## Carrière
Okazaki debuteerde tijdens haar studies aan de Atomi hogeschool in 1983 in Cartoon Burikko, een erotisch mangatijdschrift voor mannen. Na haar studies publiceerde ze haar eerste manga getiteld Virgin. In 1989 volgde de strip Pink, waarmee ze zichzelf profileerde als mangaka. Okazaki werkte ook aan de reeks Tokyo Girls Bravo, welke in het modemagazine CUTIE werd uitgegeven.
In 1992 tekende Okazaki Happy House. In 1994 organiseerde ze een solotentoonstelling in Tokio. In 1993-1994 werkte ze aan de reeks River's Edge, een reeks over middelbare studenten in Tokio die een grote invloed uitoefende op de literaire wereld.
Okazaki werkt ook als mode-illustrator. Haar manga tonen daarom vaak moderne Japanse modestijlen uit de jaren 1980 en 1990. Haar manga beschrijven de eenzaamheid en leegte die deze periode karakteriseerden.
In mei 1996 werd Okazaki aangereden door een dronken chauffeur. Ze zette haar carrière tijdelijk stop om te herstellen van haar verwondingen.
In 2003 werkte Okazaki aan Helter Skelter, een manga over plastische chirurgie. Ze won er de Tezuka Osamu Cultuurprijs mee.

## Oeuvre
| Titel                                                                                  | Jaar         | Nota's                                                                                            | Bronnen             |
| -------------------------------------------------------------------------------------- | ------------ | ------------------------------------------------------------------------------------------------- | ------------------- |
| Virgin (バージン, Bajin)                                                               | 1983-84 1985 | Uitgegeven in Manga Burikko Uitgegeven door Byakuyashobou                                         | [ 9 ]               |
| Second Virgin (セカンド バージン, Sekando Bajin)                                       | 1985-86 1986 | Uitgegeven in Action / Futabasha Uitgegeven door Futabasha                                        | [ 10 ]              |
| Boyfriend Is Better (ボーイフレンド is ベター, Boifurendo Izu beta)                    | 1985-86 1986 | Uitgegeven in Asuka/Kadokawa Shoten / Jets Comics Uitgegeven door Hakusensha                      | [ 11 ]              |
| I love boredom (退屈が大好き, Taikutsu ga Daisuki)                                     | 1987         | Uitgegeven in Comic Skola Uitgegeven door Kawadeshoboshinsha                                      | [ 12 ]              |
| Take It Easy (TAKE IT EASY (テイクイットイージー), Teikuittoiji)                       | 1986-87 1989 | Uitgegeven in Burger Uitgegeven door Sony Magazine                                                | [ 13 ]              |
| Shotgun from lips (くちびるから散弾銃, Kuchibiru kara Sandanjuu)                       | 1987-90      | Uitgegeven in Monthly Meltwin / KC Me/ Kodansha Comics Deluxe Uitgegeven door Kodansha, 2 volumes | [ 14 ]              |
| Georama Boy Panorama Girl (ジオラマボーイ パノラマガール, Jioramaboi panoramagaru)     | 1988 1989    | Uitgegeven in Heibon Punch Uitgegeven door Magazine House                                         | [ 15 ]              |
| Suki Suki Daikirai (好き好き大嫌い)                                                    | 1989         | Uitgegeven in verscheidene magazines Uitgegeven door Takarajimasha                                | [ 16 ]              |
| Pink (岡崎京子の漫画)                                                                  | 1989         | Uitgegeven in New Punch Zaurus Uitgegeven door Magazine House                                     | [ 2 ] [ 17 ] [ 18 ] |
| Chocola na Kimochi (ショコラな気持ち)                                                  | 1990         | Uitgegeven door Fusousha                                                                          |                     |
| Tokyo Girls Bravo (東京ガールズブラボー, Tokyo garuzuburabo)                           | 1990-92 1993 | Uitgegeven in Monthly Cutie Uitgegeven door Takarajimasha, 2 volumes                              | [ 19 ]              |
| Rock                                                                                   | 1989-90 1991 | Uitgegeven in Monthly Cutie Uitgegeven door Takarajimasha                                         | [ 20 ]              |
| Happy House (ハッピィ ハウス, Happi Hausu)                                             | 1990-91 1992 | Uitgegeven in Comic Giga Uitgegeven door Shufu to Seikatsusha, 2 volumes                          | [ 21 ]              |
| Dangerous Twosome (危険な二人, Kikenna Futari)                                         | 1991-92 1992 | Uitgegeven in Young Rose Uitgegeven door Kadokawa Shoten                                          | [ 22 ]              |
| Cartoons (カトゥーンズ, Kato~unzu)                                                     | 1990-92 1992 | Uitgegeven in Monthly Kadokawa Uitgegeven door Kadokawa Shoten                                    | [ 23 ]              |
| Chocola Everyday (ショコラ・エブリデイ, Shokora eburidei)                              | 1989-91 1992 | Uitgegeven in Peewee/Sony Magazines Uitgegeven door Mainichi Shinbunsha                           | [ 24 ]              |
| La Vie d'Amour (愛の生活, Ai no Seikatsu)                                              | 1992-93 1993 | Uitgegeven in Young Rose Uitgegeven door Kadokawa Shoten                                          | [ 25 ]              |
| Magic Point (マジック ポイント)                                                        | 1993         | Uitgegeven in Feel Comics Uitgegeven door Shodensha                                               | [ 26 ]              |
| River's Edge (リバーズ・エッジ (漫画))                                                 | 1993-94 1994 | Uitgegeven in Monthly Cutie Uitgegeven door Takarajimasha                                         | [ 27 ]              |
| End of the World (エンド オヴ ザ ワールド)                                             | 1994         | Uitgegeven door Shodensha                                                                         | [ 28 ]              |
| I Wanna Be Your Dog (私は貴兄(あなた)のオモチャなの, Watashi wa Anata no Omocha nano?) | 1994 1995    | Uitgegeven in Monthly Feel Young Uitgegeven door Shodensha                                        | [ 29 ]              |
| Heterosexual (ヘテロセクシャル)                                                        | 1995         | Uitgegeven in Young Rose Uitgegeven door Kadokawa Shoten                                          | [ 30 ]              |
| Chihuahua-chan (チワワちゃん, Chiwawa-chan)                                            | 1996         | Uitgegeven in Young Rose Uitgegeven door Kadokawa Shoten                                          | [ 31 ]              |
| Untitled (アンタイトルド)                                                              | 1998         | Uitgegeven in Asuka Comics Deluxe Uitgegeven door Kadokawa Shoten                                 | [ 32 ]              |
| Helter Skelter                                                                         | 1995 2003    | Uitgegeven in Monthly Feel Young Uitgegeven door Shodensha                                        | [ 33 ]              |
| Like What is Falling Love? (恋とはどういうものかしら?)                                 | 2003         | Uitgegeven door Magazine House                                                                    | [ 34 ]              |
| Utakata Days (うたかたの日々, Utakata no Hibi)                                         | 1994-95 2003 | Uitgegeven in Monthly Cutie Uitgegeven door Takarajimasha                                         | [ 35 ]              |
| Touhou Kenbunroku (東方見聞録)                                                         | 2008         | Uitgegeven door Syogakukan Creative                                                               | [ 36 ]              |
| Okazaki Kyoko Mikan Sakuhinshu Mori (岡崎京子未刊作品集 森)                            | 2011         | Uitgegeven door Shodensha                                                                         | [ 37 ]              |
| Rude Boy                                                                               | 2012         | Uitgegeven door Takarajimasha                                                                     | [ 38 ]              |
| Rarities (レアリティーズ)                                                              | 2015         | Uitgegeven door Heibonsha                                                                         | [ 39 ]              |

- Bibliothèque nationale de France: cb15527546h (data)
- CiNii: DA12691204
- Gemeinsame Normdatei: 1081513322
- International Standard Name Identifier: 0000 0001 1510 7757
- Library of Congress Control Number: no2011025276
- Bibliotheek van het Japanse parlement: 00165514
- Nederlandse Thesaurus van Auteursnamen: 277157021
- Système universitaire de documentation: 166095702
- Virtual International Authority File: 7696109
- WorldCat: E39PBJh4yK876pM78gQv3RmWXd